# Monochaetinula ampelophila
Monochaetinula ampelophila (Speg.) Nag Raj – gatunek grzybów z klasy Sordariomycetes. Pasożytniczy grzyb mikroskopijny wywołujący u rokitnika zwyczajnego chorobę o nazwie kolista nekroza pędów.

## Systematyka i nazewnictwo
Pozycja w klasyfikacji według Index Fungorum: Amphisphaeriaceae, Amphisphaeriales, Xylariomycetidae, Sordariomycetes, Pezizomycotina, Ascomycota, Fungi.
Zdiagnozował go w 1910 r. Carlo Luigi Spegazzini nadając mu nazwę Monochaetia ampelophila. Obecną, uznaną przez Index Fungorum nazwę nadał mu Tumkur R. Nag Raj w 1993 r.
Synonimy:
- Cryptostictis ampelophila (Speg.) Guba 1961
- Monochaetia ampelophila Speg. 1910